# Economía de Filipinas
En 1998 la  una mezcla de agricultura e industria ligera – se deterioró como resultado de la crisis financiera de Asia y las condiciones atmosféricas poco favorables.
El crecimiento era del 5% en 1997; en 1998 cayó al 0,6%; se recuperó en 1999 cuando subió al 3% y al 4% en el 2000. El gobierno continúa con sus reformas económicas para ayudar a las Filipinas a emparejar su desarrollo con los países desarrollados de Asia Oriental. La estrategia del gobierno incluye mejorar la infraestructura, reacondicionar su sistema fiscal, fomentar la desregulación y la privatización de la economía, y el aumento de la integración comercial en la región.
Las perspectivas para el futuro dependen de la actuación económica de Japón y Estados Unidos.
| Crecimiento de la Economía                  | Crecimiento de la Economía | Crecimiento de la Economía |
| Año                                         | % PIB                      | % PNB                      |
| ------------------------------------------- | -------------------------- | -------------------------- |
| 2001                                        | 3.2                        | 3.4                        |
| 2002                                        | 4.6                        | 5.2                        |
| 2003                                        | 4.7                        | 5.6                        |
| 2004                                        | 6.0                        | 6.2                        |
| 2005                                        | 5.0                        | 5.6                        |
| 2006                                        | 5.4                        | 6.2                        |
| 2007                                        | 7.3                        | 7.8                        |
| 2008                                        | 3.8                        | 6.2                        |
| 2009                                        | 0.9                        | 3.0                        |
| * Calculado en Precios de 1985 de Constante |                            |                            |
| ** Referencia: NEDA                         |                            |                            |

## Comercio exterior
En 2020, el país fue el 43.er exportador más grande del mundo (US $ 70,3 mil millones, 0,4% del total mundial). En la suma de bienes y servicios exportados, alcanza los US $ 94,3 mil millones, ubicándose en el puesto 41 del mundo. En importaciones, en 2019, fue el 33.er mayor importador del mundo: 112,9 mil millones de dólares.

## Sector primario

### Agricultura
Filipinas produjo, en 2018:
- 24,7 millones de toneladas de caña de azúcar (undécimo productor mundial);
- 19,0 millones de toneladas de arroz (octavo productor mundial);
- 14,7 millones de toneladas de coco (segundo productor mundial);
- 9,3 millones de toneladas de banano (tercer productor mundial);
- 7,7 millones de toneladas de maíz (decimoséptimo productor mundial);
- 2,7 millones de toneladas de piña (segundo productor mundial);
- 2,7 millones de toneladas de mandioca;
- 725 mil toneladas de mango (incluido mangostán y guayaba);
- 500 mil toneladas de aceite de palma;
- 423 mil toneladas de caucho natural (octavo productor mundial);
- 228 mil toneladas de anacardo (cuarto productor mundial);
- 169 mil toneladas de papaya (undécimo productor mundial);
- 60 mil toneladas de café;

Además de otras producciones de otros productos agrícolas.

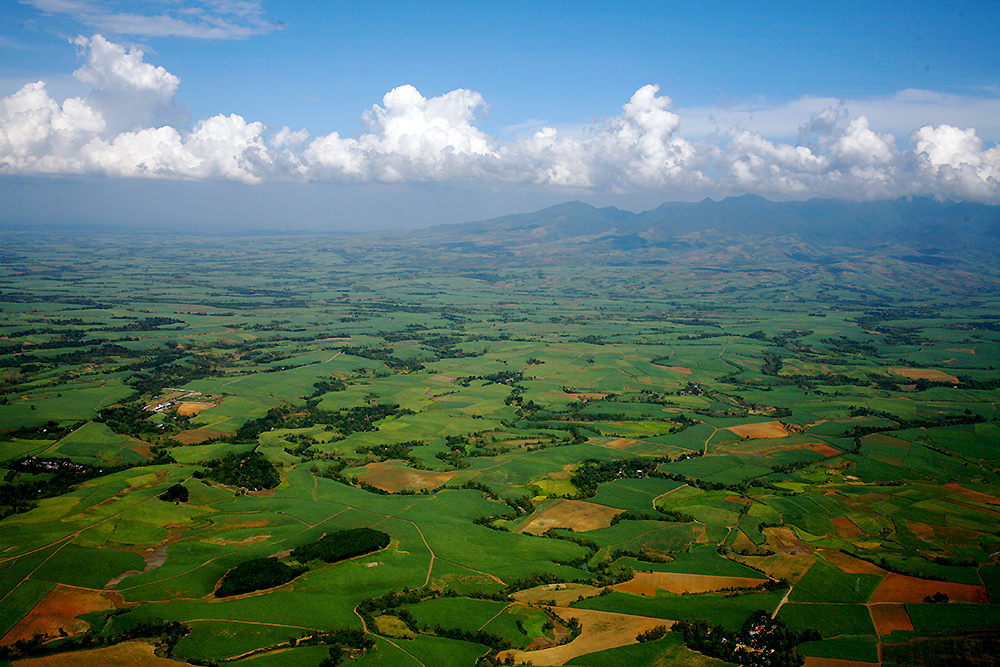
Plantaciones de caña de azúcar en Bacolod, Visayas occidentales.
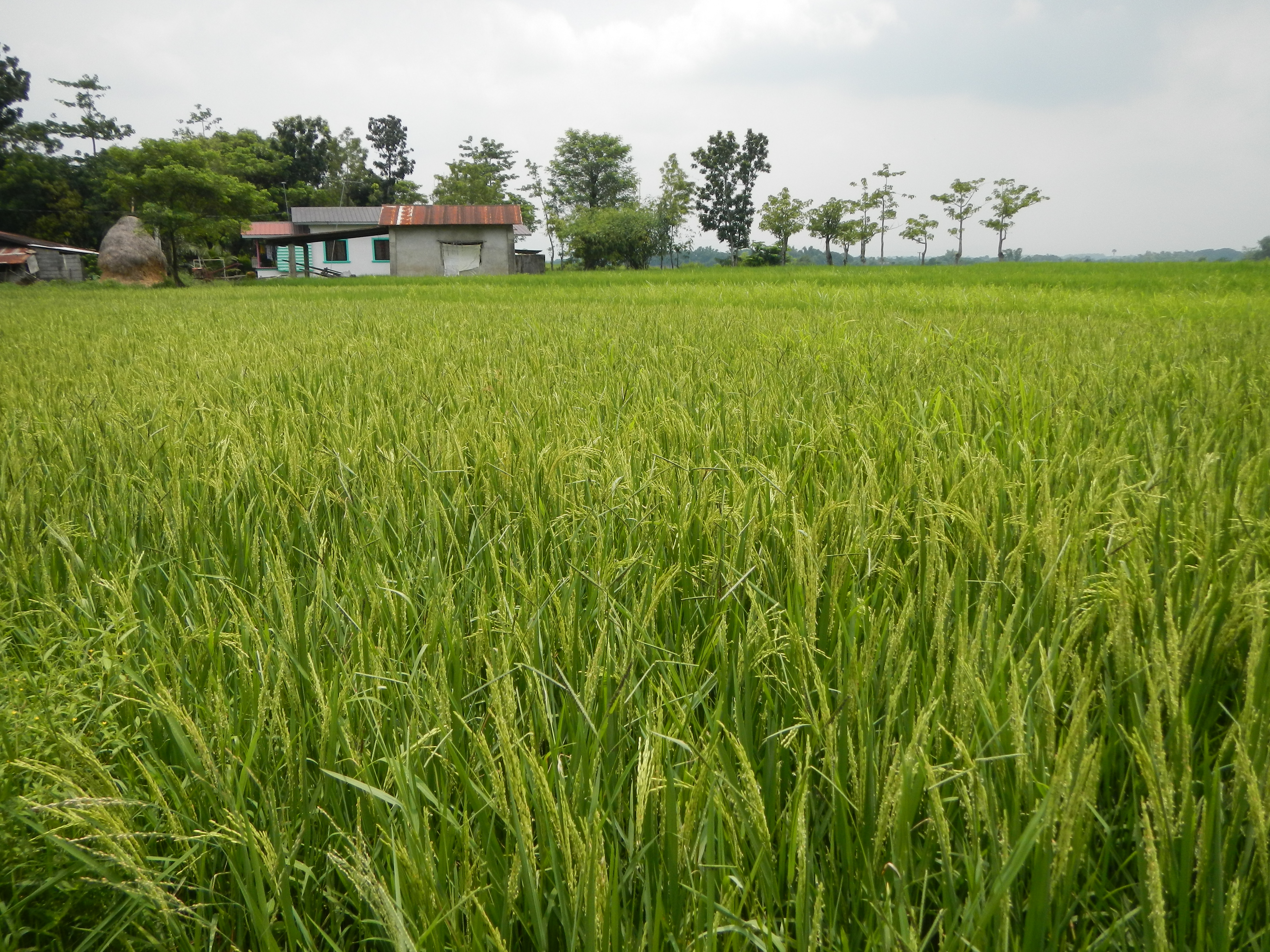
Un campo de arroz en Bulacan, Luzón central.
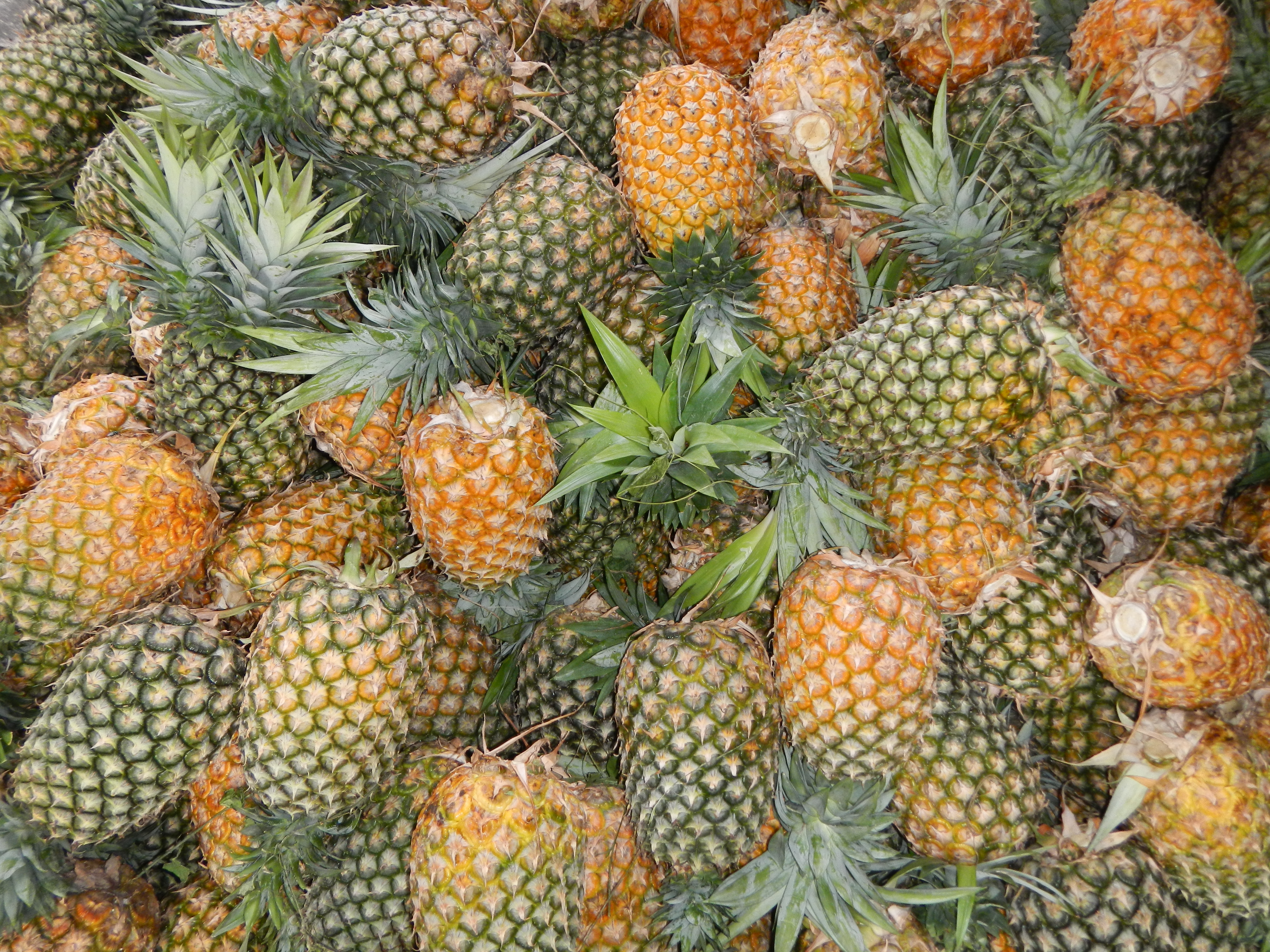
Piñas en un mercado de Laguna, Calabarzon.

### Ganadería
En ganadería, Filipinas produjo, en 2019: 1,8 millones de toneladas de carne de cerdo; 1,4 millones de toneladas de carne de pollo; 208.000 toneladas de carne de vacuno, entre otros.

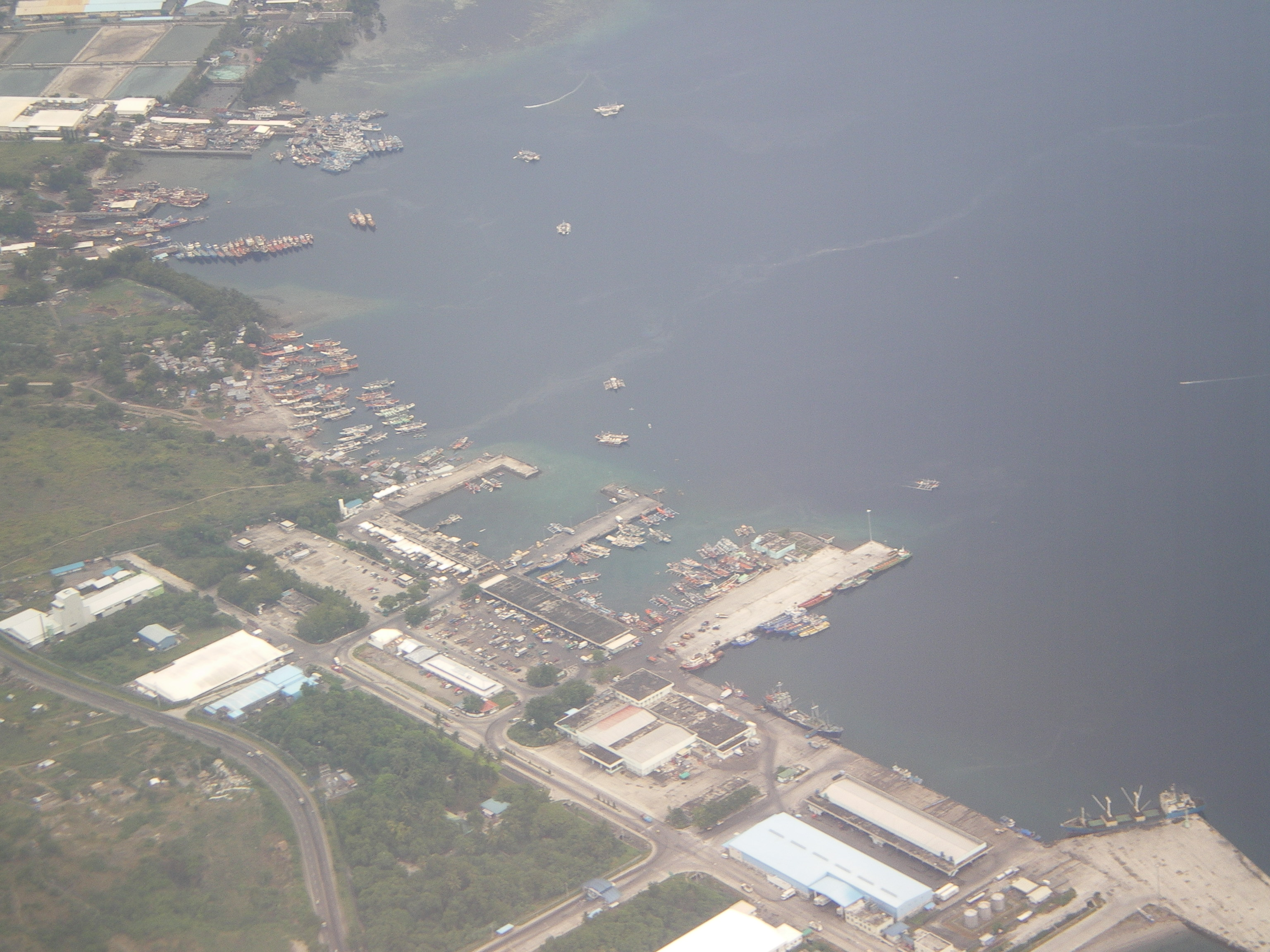
Complejo del puerto pesquero de la ciudad de General Santos

## Sector secundario

### Industria
El Banco Mundial enumera los principales países productores cada año, según el valor total de la producción. Según la lista de 2019, Filipinas tenía la industria número 27 más valiosa del mundo ($ 69.5 mil millones).
En 2019, Filipinas fue el 45.º productor de  vehículos más grande del mundo (8.400) y no producía acero.
El país es el mayor productor mundial de aceite de coco. También es el decimosexto productor mundial de cerveza (a base de cebada).

### Energía

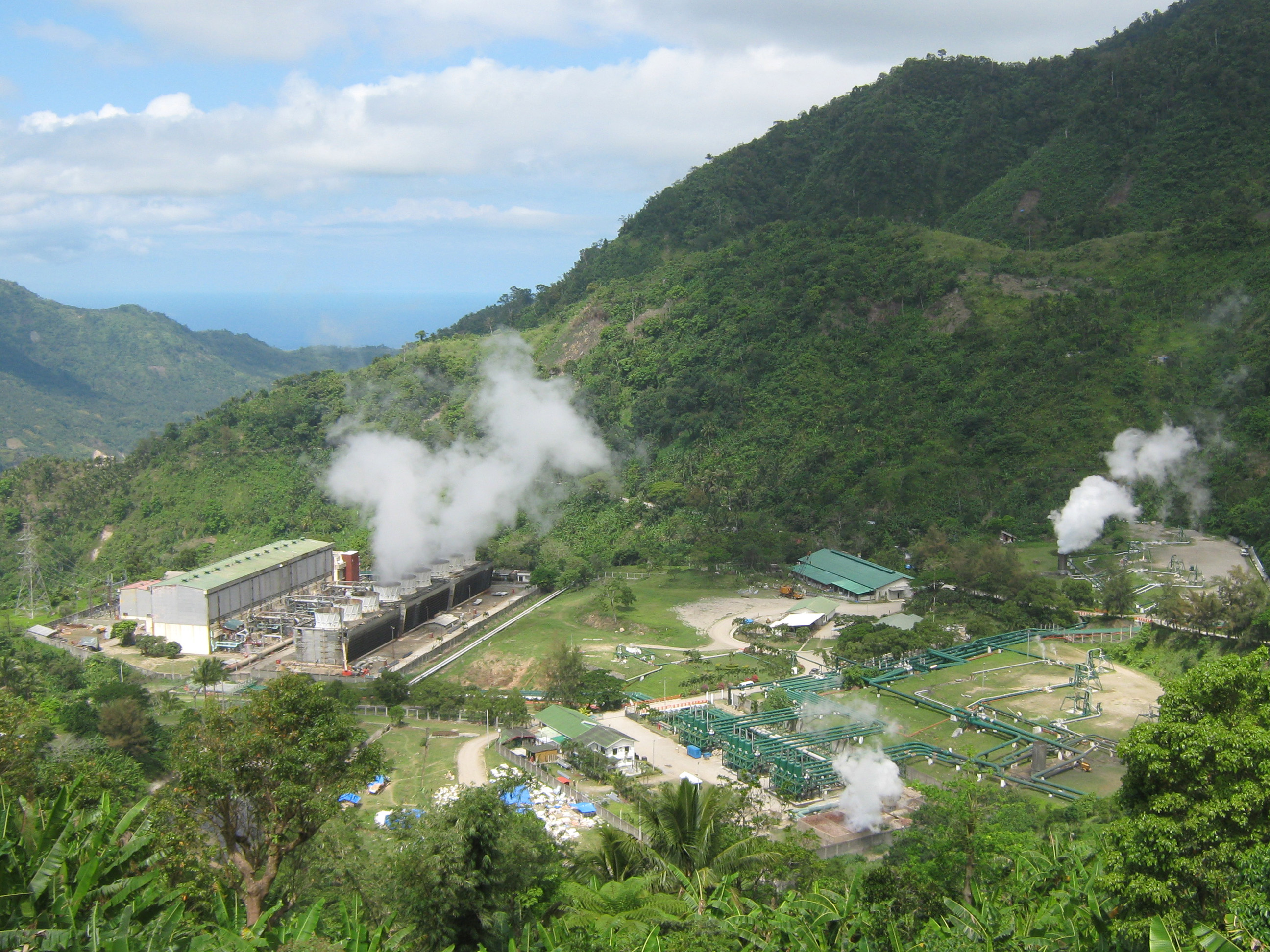
Estación de energía geotérmica en Negros Oriental.

En energías no renovables, en 2020, el país fue el 74.º productor mundial de petróleo, 12 mil barriles / día. En 2019, el país consumió 458 mil barriles / día (33 ° consumidor más grande del mundo). El país fue el séptimo mayor importador de petróleo del mundo en 2014 (1,5 millones de barriles / día). En 2017, Filipinas fue el 54.º productor mundial de gas natural, 3900 millones de m³ al año. En la producción de carbón, el país fue el 28.º productor mundial en 2015: 7,8 millones de toneladas.
En energías renovables, en 2020, Filipinas fue el 47.º productor de energía eólica del mundo, con 0,4 GW de potencia instalada, y el 40.º productor de energía solar del mundo, con 1 , 0 GW de potencia instalada.

### Minería
En 2019, el país fue el segundo productor mundial de níquel el Cuarto productor mundial de cobalto.

## Sector terciario

### Turismo

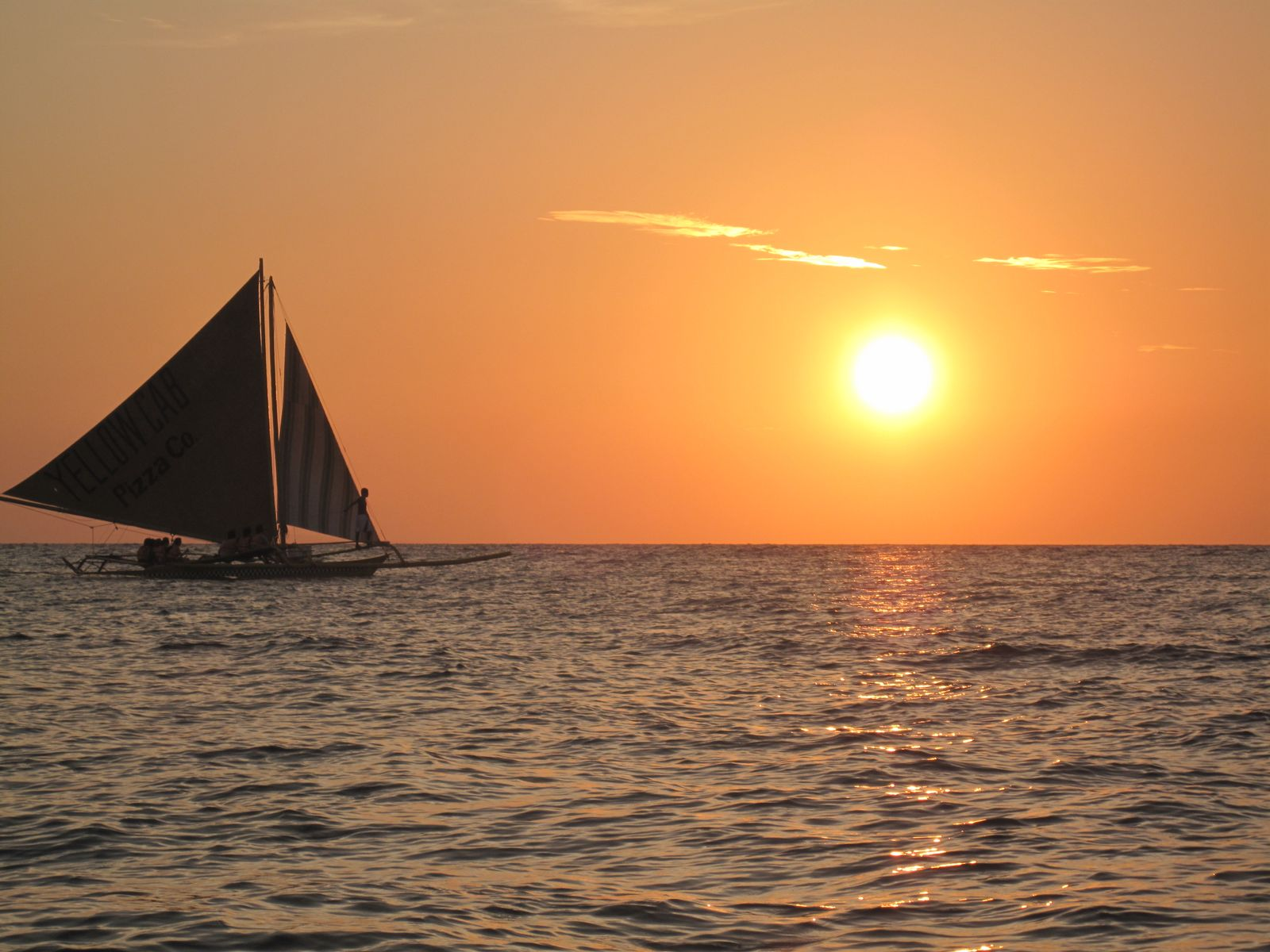
Boracay, uno de los principales destinos turísticos del país.

En 2018, Filipinas fue el 41.er país más visitado del mundo, con 7,1 millones de turistas internacionales. Los ingresos por turismo este año fueron de $ 7,4 mil millones.